# Colibrí de gorja morada
El colibrí de gorja morada (Lampornis hemileucus) és una espècie d'ocell de la família dels troquílids (Trochilidae) que habita la selva humida i clars de les terres altes de Costa Rica i oest de Panamà.